# Jose carlos Ruiz Sánchez

## José Carlos Ruiz Sánchez
José Carlos Ruiz Sánchez (Córdoba, España) es filósofo, escritor y articulista español. Es profesor de Filosofía en la Universidad de Córdoba y autor de ensayos, novelas y cuentos. Su última publicación es la novela Una mujer educada (2025), en la editorial Destino. Entre sus obras destacan los ensayos:  El arte de pensar: cómo los grandes filósofos pueden estimular nuestro pensamiento crítico (2018), Filosofía ante el desánimo (2021), e Incompletos (2023), y su obra infantil Cocola y las gafas asombrosas: Cómo activar el pensamiento crítico (2022).

### Trayectoria académica
Licenciado en Filosofía por la Universidad de Sevilla, terminó sus estudios becado en la Universidad de la Sorbona(Paris)
Es doctor en Filosofía por la Universidad de Córdoba donde coordina la asignatura Pensamiento Crítico. Su labor investigadora se ha centrado en el estudio del pensamiento crítico y su aplicación en los ámbitos educativo, cotidiano y corporativo.
En el año 2022 fue distinguido con la Bandera de Andalucía de las Ciencias Sociales y las Letras, un reconocimiento otorgado por la Junta de Andalucía.

### Colaboraciones
Desde 2019 colabora semanalmente en el programa radiofónico La Ventana, de la Cadena SER, en la sección Más Platón y menos WhatsApp conducida por Carles Francino. Ha intervenido también en espacios televisivos como La aventura del saber, Informe Semanal y Para todos La 2 (RTVE), así como en el proyecto educativo Aprendemos Juntos, promovido por BBVA. Es colaborador habitual como articulista de opinión en Ethic y en Cadena SER.
Obra

#### Novela y Ensayo
- Una mujer educada: Toda la sabiduría del mundo en una novela (2025). Editorial Destino. ISBN 978-84-233-6680-4 https://www.zendalibros.com/la-belleza-de-lo-intimo-lo-sublime-de-la-vida/
- Biosofías: El valor filosófico del relato biográfico en la Antigüedad (2024). Dykinson. ISBN 978-84-1070-444-2
- Incompletos: Filosofía para un pensamiento elegante (2022). Destino. ISBN 978-84-233-6272-1
- Filosofía ante el desánimo: Pensamiento crítico para construir una personalidad sólida (2021). Destino. ISBN 978-84-233-5858-8
- Pensamiento crítico y realidad ficcionada: La influencia de la pantalla en lo cotidiano (ed.) (2020). Egregius. ISBN 978-84-18167-37-9
- El arte de pensar para niños: La generación que cambiará el mundo (2019). Toromítico. ISBN 978-84-15943-71-6
- El arte de pensar (2018). Almuzara. ISBN 978-84-17229-95-5
- De Platón a Batman: Manual para educar con sabiduría y valores (2017). Toromítico. ISBN 978-84-15943-57-0
- Historia de la Filosofía, 2º Bachillerato, Andalucía, Canarias (2013). McGraw Hill. ISBN 978-84-481-8362-2

#### Literatura infantil
- Cocola y las gafas asombrosas (2022). HarperCollins. ISBN 978-8418279775

#### Publicaciones académicas
- El pensamiento crítico en la hipermodernidad: turbotemporalidad y pantallas (2018)
- El papel de la experiencia y la formación del profesorado en la filosofía de la educación de John Dewey y Matthew Lipman (2022)
- Desde la praxis individual de Pirrón de Élide hacia la praxis colectiva de Matthew Lipman: escepticismo y filosofía para niños (2023)
- Configuraciones relacionales entre filosofía y pensamiento crítico, en Territorios del pensamiento (2024), pp. 47–59. Dykinson. ISBN 978-84-1170-933-0

#### Coordinación de obras colectivas
- Territorios del pensamiento (2024), junto a Bermúdez Vázquez, M. Dykinson. ISBN 978-84-1170-933-0
- Innovación, investigación y transferencias ante la era de las inteligencias artificiales: Libro de resúmenes del Congreso Internacional Nodos del Conocimiento 2023 (2023), junto a Mancinas Chávez, R. Egregius. ISBN 978-84-1177-043-9
- Muros de discriminación y exclusión en la construcción de identidades: La mirada de las ciencias sociales(2021), junto a Cotán Fernández, A. Dykinson. ISBN 978-84-1377-564-7
- Sobre la ¿indigna? privacidad del consuelo, en Covidosofía: Reflexiones filosóficas para el mundo pospandemia(2020), pp. 209–226. Tecnos. ISBN 978-84-493-3754-3
- Desafíos filosóficos de la inteligencia artificial en educación: Una aproximación, en Las fronteras del conocimiento: Perspectivas y aplicaciones en la era digital (2024), pp. 105–119. Dykinson.